# (27713) 1989 AA
(27713) 1989 AA est un objet de la ceinture principale d'astéroïdes intérieure découvert en 1989.

## Description
(27713) 1989 AA a été découvert le 2 janvier 1989 à l'observatoire Palomar, situé au nord de San Diego en Californie, par Eleanor Francis Helin.

### Caractéristiques orbitales
L'orbite de cet astéroïde est caractérisée par un demi-grand axe de 1,93 UA, un périhélie de 1,77 UA, une excentricité de 0,08 et une inclinaison de 18,12° par rapport à l'écliptique. Du fait de ces caractéristiques, à savoir un demi-grand axe inférieur à 2 UA et un périhélie supérieur à 1,666 UA, il est classé, selon la JPL Small-Body Database, objet de la ceinture principale d'astéroïdes intérieure.

### Caractéristiques physiques
(27713) 1989 AA a une magnitude absolue (H) de 14,6 et un albédo estimé à 0,320.